# Heavy Minds
Christopher Serrano, plus connu sous le pseudonyme de Heavy Minds, est un explorateur urbain mort le 5 octobre 2016,.

## Biographie
Heavy Minds s'est fait connaître en postant les photos prises lors de son activité d'exploration urbaine sur le réseau social Instagram.

### Mort
Le 5 octobre 2016, Heavy Minds est retrouvé mort dans le métro de New York à 5 heures du matin, heure locale. 